# Nusa Lembongan
Nusa Lembongan is een eiland ten zuidoosten van Bali. Het eiland heeft een oppervlakte van 8 vierkante kilometer en heeft zo'n 5000 bewoners. Het is via een brug met Nusa Ceningan verbonden. Het eiland valt onder het Balinese regentschap Klungkung en maakt deel uit van de Kleine Soenda-eilanden.